# 부시루트
부시루트(영어: Bushroot)는 가공의 오리이다.
소심하고 수줍은 성격이며 외로움을 많이 타는 탓에 지능이 있는 식물친구를 만들려고 하거나 배우자를 만드려는 시도를 한다. 식물학자답게 식물덕후스러운 모습을 보이며 다른 악당들에 비해서는 온화한 편이라 공포의 5인조의 일이나 연구자금 부족 등의 이유가 아니면 굳이 나서서 사악한 일을 저지르지는 않는다.